# Foderkulsukker
Foderkulsukker (Symphytum x uplandicum), ofte skrevet foder-kulsukker, er en 40-100 cm høj urt, der i Danmark vokser ved vejkanter nær bebyggelse. Planten er en krydsning mellem lægekulsukker og ru kulsukker og kendes f.eks. på at stænglen har en kort vinge under bladene. Rødderne er sorte (som kul), men sødtsmagende – deraf navnet. Planten har været dyrket som svinefoder.

## Beskrivelse
Foderkulsukker er en flerårig urt med en stiv, opret vækst. Hele planten er dækket af stive hår. Stænglerne er omtrent runde og har kun vinger umiddelbart under bladfæsterne. Bladene er ægformede med bugtet rand og netagtige ribber. Oversiden er ru og mørkegrøn, mens undersiden er grågrøn.
Blomstringen sker i juni-august, hvor man ser de tætte stande sidde fra de øverste bladhjørner. De enkelte blomster er lysviolette og klokkeformede med en ganske smal krave. Frugterne er delfrugter, som er vortede og derfor matte.
Foderkulsukker har et rodnet, som består af nogle få, grove hovedrødder og mange tynde siderødder. Rødderne er sorte, men sødtsmagende – deraf navnet.
Højde x bredde og årlig tilvækst: 0,80 x 0,50 m (80 x 50 cm/år). Planten kan blive bestanddannende, da den spredes via udløbere fra rødderne.

## Voksested
I og med at denne plante er en hybrid (mellem S. asperum og S.officinale), har den intet hjemsted. Den er dog tydeligt knyttet til den samme type voksesteder, som forældrearterne: Fugtig, mineralrig jord, let skygge og neutralt pH.
Planten er temmelig almindelig i hele landet langs vejkanter ved bebyggelse.
| Portal | Portal:Botanik |